# Raphoe
Raphoe (Ráth Bhoth) est une ville du comté de Donegal en Irlande.